# Тюль (округ)
Округ Тюль (фр. Arrondissement de Tulle) — округ у Франції, в департаменті Коррез. 2023 року округ об'єднував 104 муніципалітети, населення становило 70 243 особи.
Адміністративний центр (супрефектура) — Тюль.

## Муніципалітети
Список муніципалітетів округу та їхні коди INSEE:
1. Альбюссак (19004)
2. Аржанта-сюр-Дордонь (19010)
3. Афф'є (19001)
4. Бар (19016)
5. Бассіньяк-ле-Ба (19017)
6. Бассіньяк-ле-О (19018)
7. Бомон (19020)
8. Боннфон (19027)
9. Ве (19281)
10. Віжуа (19285)
11. Вітрак-сюр-Монтан (19287)
12. В'ям (19284)
13. Грансень (19088)
14. Гро-Шастан (19089)
15. Гуль (19086)
16. Гурдон-Мюра (19087)
17. Гюмон (19090)
18. Даразак (19069)
19. Ейбюрі (19079)
20. Ейрен (19081)
21. Еспаньяк (19075)
22. Еспартіньяк (19076)
23. Жимель-ле-Каскад (19085)
24. Кам-Сен-Матюрен-Леобазель (19034)
25. Клергу (19056)
26. Конда-сюр-Ганаве (19060)
27. Корній (19061)
28. Коррез (19062)
29. Ла-Рош-Каніяк (19174)
30. Ла-Шапель-Сен-Жеро (19045)
31. Лагард-Марк-ла-Тур (19098)
32. Лагенн-сюр-Авалуз (19101)
33. Лагрольєр (19100)
34. Ладіньяк-сюр-Рондель (19096)
35. Ламонжрі (19104)
36. Ласель (19095)
37. Ле-Лонзак (19118)
38. Ле-Шастан (19048)
39. Л'Егліз-о-Буа (19074)
40. Лез-Англь-сюр-Коррез (19009)
41. Лестар (19112)
42. Мадранж (19122)
43. Массре (19129)
44. Меркер (19133)
45. Меяр (19131)
46. Монсо-сюр-Дордонь (19140)
47. Нав (19146)
48. Невіль (19149)
49. Оріак (19014)
50. Орльяк-де-Бар (19155)
51. Орньяк-сюр-Везер (19154)
52. Отфаж (19091)
53. Пандринь (19158)
54. Пейриссак (19165)
55. Перпезак-ле-Нуар (19162)
56. П'єррфітт (19166)
57. Прадін (19168)
58. Рейгад (19171)
59. Ріяк-Ксентрі (19173)
60. Ріяк-Треньяк (19172)
61. Салон-ла-Тур (19250)
62. Секль (19259)
63. Сен-Бонне-Ельвер (19186)
64. Сен-Бонне-ле-Тур-де-Мерль (19189)
65. Сен-Жаль (19213)
66. Сен-Женьєз-о-Мерль (19205)
67. Сен-Жермен-ле-Вернь (19207)
68. Сен-Жульян-о-Буа (19214)
69. Сен-Жульєн-ле-Пелерен (19215)
70. Сен-Ілер-ле-Курб (19209)
71. Сен-Ілер-Пейру (19211)
72. Сен-Ілер-Тор'є (19212)
73. Сен-Клеман (19194)
74. Сен-Марс'яль-де-Жимель (19220)
75. Сен-Марс'яль-Антрег (19221)
76. Сен-Мартен-ла-Меанн (19222)
77. Сен-Мексан (19227)
78. Сен-Парду-ла-Круазій (19231)
79. Сен-Поль (19235)
80. Сен-Прива (19237)
81. Сен-Прієст-де-Жимель (19236)
82. Сен-Сальвадур (19240)
83. Сен-Сільвен (19245)
84. Сен-Сірг-ла-Лутр (19193)
85. Сен-Шаман (19192)
86. Сент-Ібар (19248)
87. Сент-Огюстен (19181)
88. Сент-Фортюнад (19203)
89. Серв'єр-ле-Шато (19258)
90. Сеяк (19255)
91. Суден-Лавінадьєр (19262)
92. Тарнак (19265)
93. Треньяк (19269)
94. Туа-В'ям (19268)
95. Тюль (19272)
96. Фавар (19082)
97. Форже (19084)
98. Шамбере (19036)
99. Шамбулів (19037)
100. Шамейра (19038)
101. Шампаньяк-ла-Прюн (19040)
102. Шанак-ле-Мін (19041)
103. Шанте (19042)
104. Юзерш (19276)